# کلیسای کلارا
کلیسای کلارا (به سوئدی: Klara kyrka) یک کلیسا در مرکز استکهلم است. از سال ۱۹۸۹، مأموریت انجیلی سوئد مسئولیت فعالیت‌های خود را بر عهده دارد.
کلیسای سنت کلر در منطقه کلارا در نورمالم قرار دارد. منطقه کلارا نام خود را از این کلیسا گرفته‌است. این نام مترادف با شهر قدیمی است که زمانی در نورمالم بود.